# 佳女星
佳女星（98 Ianthe）是第98颗被人类发现的小行星，于1868年4月18日发现。佳女星的直径为104.5千米，质量为1.2×1018千克，公转周期为1606.670天。
佳女星以希臘神話的人物伊安瑟命名。